# القوة (قانون)
القوة (القانون) (بالإنجليزية:Force law) في القانون، القوة تعني العنف غير القانوني، أو الإكراه القانوني. 
الدخول بالقوة" تعبير يندرج تحت فئة العنف غير المشروع؛ وستكون عبارة "سارية المفعول، نافذ " أو "بيع جبري" أمثلة على عبارات في فئة الإكراه القانوني. 
عندما يُقال أن شيئًا ما قد تم «بالقوة»، فهذا يعني عادةً أنه تم عن طريق العنف الفعلي أو التهديد («قد»)، وليس بالضرورة من قبل السلطة القانونية («الحق»).على سبيل المثال، لا يُعتبر الشخص الذي يُكره ضد إرادته على ارتكاب فعل غير قانوني، والذي لم يكن ليقوم به إذا لم يتم تهديده، مسؤولًا جنائيًا عن هذه الأفعال [بحاجة لمصدر].
قوة السلاح "هي حالة خاصة يمكن أن تكون مثالاً للعنف غير القانوني أو الإكراه القانوني الذي يعتمد على من يمارس العنف (أو التهديد به) وحقه القانوني و / أو مسؤوليته للقيام بذلك.
عندما يهدد مواطن آخر بسلاح دون أن يكون في خطر من الشخص الذي يهدده، فسيكون هذا مثالًا على التعبير غير القانوني عن قوة السلاح. عادة ما يُعتبر التهديد نفسه الذي عبر عنه ضابط الشرطة الذي يقوم باعتقال قانوني هو الإجبار القانوني، نظرًا لاحتكار الدولة للعنف.